# NGC 2552
NGC 2552 est une galaxie spirale (barrée ?) de type magellanique située dans la constellation du Lynx. NGC 2552 a été découverte par l'astronome germano-britannique William Herschel en 1788.

## Caractéristiques
Sa vitesse par rapport au fond diffus cosmologique est de
Steinicke et le professeur Seligman classe cette galaxie comme étant une spirale barrée, mais la présence d'une barre est loin d'être évidente sur l'image. Le classement de la base de données NASA/IPAC semble correspondre plus à la réalité.
La classe de luminosité de NGC 2552 est V et elle présente une large raie HI.
En raison d'une brillance de surface égale à 14,30 mag/am2, on peut qualifier NGC 2552 de galaxie à faible brillance de surface (LSB en anglais pour low surface brightness). Les galaxies LSB sont des galaxies diffuses (D) avec une brillance de surface inférieure de moins d'une magnitude à celle du ciel nocturne ambiant.

## Distance
La distance de Hubble basée sur le rouge est de 9,76 ± 0,70 Mpc (∼31,8 millions d'al), mais pour des galaxies rapprochées du Groupe local, les distances obtenues par d'autres méthodes sont plus fiables. À ce jour, une douzaine de mesures non basées sur le décalage vers le rouge (redshift) donnent une distance de 10,613 ± 1,615 Mpc (∼34,6 millions d'al), ce qui semblable à la distance calculée à partir du décalage vers le rouge.

## Groupe de NGC 2841
NGC 2552 fait partie du groupe de NGC 2841. Les cinq principales galaxies sont NGC 2500, NGC 2537, NGC 2541, NGC 2552 et évidemment NGC 2841.